# Саша Питърс
Саша Питърс (на английски: Sasha Pieterse) e американска актриса известна с ролята на Алисън Дилаурентис в сериала „Малки сладки лъжкини“.

## Биография
Родена е на 17 февруари 1996 година в Йоханесбург, Южна Африка. Живяла е в Невада и Лас Вегас, след това се мести в Лос Анджелис.

## Филмова кариера
Саша започва своята кариера през 2000 година с ролята на Бъфи в Warner Brothers remake. През 2004 г. участва в „Д-р Хаус“ и „Старгейт“. През 2005 г. получава роля в първия си филм The Adventures of Shark Boy and Lava Girl, а също и в кратката поредицата „Wanted“. След това Саша получава ролята на Алисън Дилорентис в сериала „Малки сладки лъжкини“. По това време тя е само на 13 години и е най-малката от всички.

## Филмография

### Филми
- The Adventures of Sharkboy and Lavagirl (2005)
- The Air I Breathe (2007)
- Късметлията Чък (2007)
- Claire (2007)
- Х-Мен: Първи клас (X-Men: First Class) (2011)
- Принц смотльо (Geek Charming) (2011)
- G.B.F (2013)
- Relative Strangers (2013)

### Сериали
- Family Affair (2002)
- Старгейт (2004)
- Wanted (2005)
- Д-р Хаус (2005)
- От местопрестъплението: Маями (2007)
- Without a Trace (2009)
- Heroes: Slow Burn (2009)
- Герои (2009 – 2010)
- Малки сладки лъжкини (2010)
- Раздвижи се (Shake It Up) (2011)
- Медиум (2011)